# Хэйчжу
Хэйчжу́ (кит. 黑竹沟, дословно — Лощина чёрного бамбука) в китайской провинции Сычуань, имеет мрачную репутацию и якобы является одной из сильнейших аномальных зон планеты. Тем не менее, никаких серьёзных научных исследований в отношении этого места не проводилось, и поэтому все имеющиеся сведения о нём носят мифический характер.
Данной местности приписывается множество случаев гибели и пропажи людей. По слухам, летом 1950 года в зоне пропало около ста человек, и по неизвестным причинам разбился самолёт, примерно столько же людей пропало в 1962 году, кроме гида группы геологов. В марте 1966 года в долине якобы исчез отряд во главе с военным картографом Ду Сюанем, занимавшимся корректировкой ка́лек рельефа местности, в 1976 году — группа инспекторов-лесничих. Позже туда была направлена экспедиция Академии наук КНР во главе с Ян Юнем, в связи с выдвинутой в 1997 году версией, но ей не удалось ничего обнаружить.
Достаточно подробно аномальную зону описал аргентинский геофизик и уфолог Чарлз Олеш в своей книге «Вкус чёрного бамбука», где говорится, что «антибожественная суть явления проявляется по отношению ко всем носителям всех конфессий, ибо в лощине на протяжении последних 300 лет побывали представители многих верований».
Несмотря на приписываемые этому месту пропажи и смерти, в XXI веке долина хорошо посещаема туристами. Налажена также торговля сувенирами из лощины.